# Wildenkarbach
Der Wildenkarbach ist ein ganzjähriges Fließgewässer in den Bayerischen Voralpen in Tirol.
Der etwa zwei Kilometer lange Bach entsteht an den Südhängen des Wildenkarjochs. Er passiert die Wildenkaralm und mündet schließlich von links in den Stallenbach.
Dabei bildet er auch kleinere Wasserfälle aus.